# Katnarat
Katnarat (en arménien Կաթնառատ) est une communauté rurale du marz de Lorri en Arménie. En 2008, elle compte 1 003 habitants.

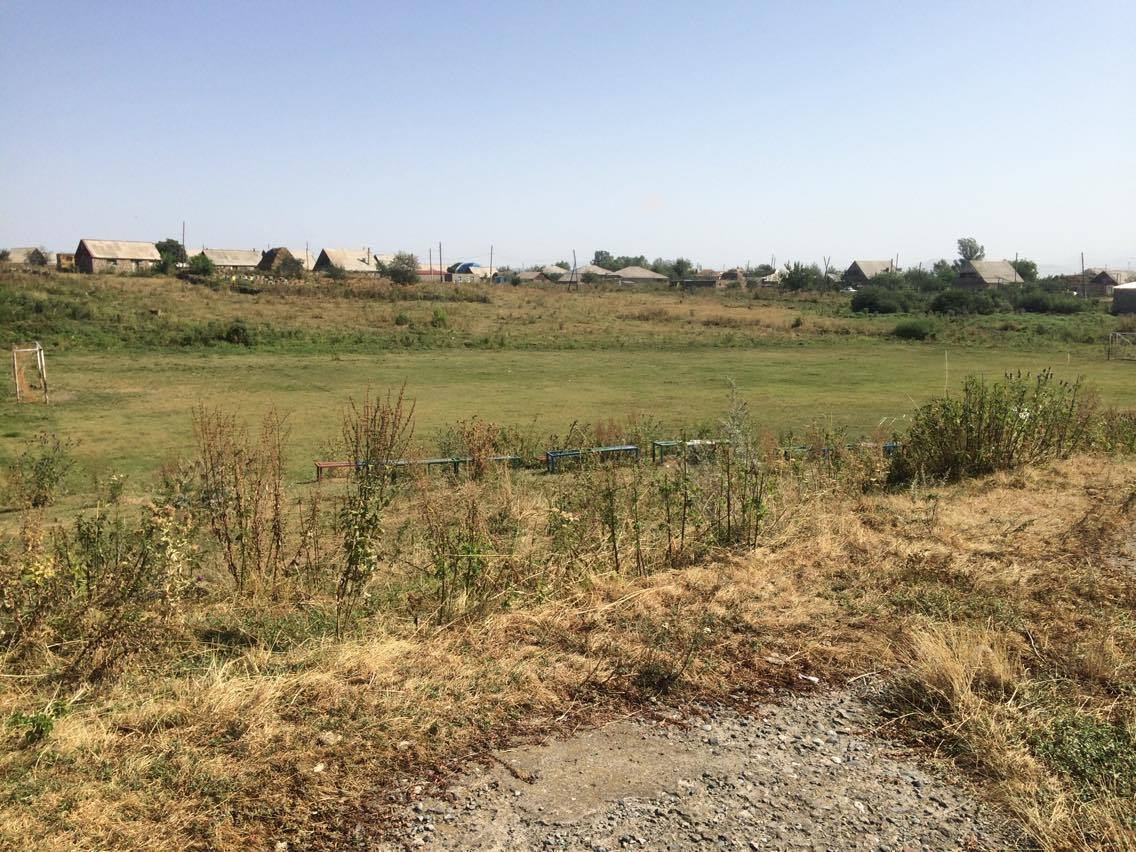
Katnarat